# Laniarius aethiopicus
Laniarius aethiopicus е вид птица от семейство Malaconotidae.

## Разпространение
Видът е разпространен в Ангола, Бенин, Ботсвана, Бурунди, Гана, Гвинея, Гвинея-Бисау, Джибути, Еритрея, Етиопия, Замбия, Зимбабве, Камерун, Република Конго, Демократична република Конго, Кот д'Ивоар, Кения, Либерия, Малави, Мозамбик, Намибия, Нигерия, Руанда, Сиера Леоне, Сомалия, Судан, Танзания, Того, Уганда, Централноафриканската република, Чад, Южна Африка и Южен Судан.